# Satoshi Tsuiki
Satoshi Tsuiki (japanisch 築城 智 Tsuiki Satoshi; * 16. Januar 1992 in Nagasaki) ist ein japanischer Volleyballnationalspieler.

## Karriere
Tsuiki begann seine Karriere beim Asahigaoka Volleyball Club. 2010 bis 2013 war er an der Toua University aktiv. Danach spielte er bei den Toray Arrows. 2014 nahm er mit der japanischen Nationalmannschaft an der Weltliga teil. Mit dem Verein wurde er 2016 Dritter in der japanischen Liga. In der nächsten Saison gelang dem Libero mit den Toray Arrows das Double aus Pokalsieg und Meisterschaft. Außerdem erreichte Tsuiki mit der Nationalmannschaft das Finale der Weltliga 2017 und wurde Asienmeister. 2018 spielte er in der Nations League. Außerdem nahm er an der Weltmeisterschaft teil, bei der Japan in der Vorrunde ausschied. Die japanische Liga beendete sein Team in der Saison 2018/19 wieder auf dem dritten Platz. Danach war Tsuiki in der Nations League 2019 dabei. 2020 verließ er die Heimat und wechselte zum deutschen Bundesligisten United Volleys Frankfurt. Mit dem Verein gewann er 2021 den DVV-Pokal. Die Bundesliga-Saison 2020/21 endete für die Hessen im Playoff-Viertelfinale gegen die SWD Powervolleys Düren. In der Saison 2021/22 unterlagen die United Volleys sowohl im DVV-Pokal-Viertelfinale als auch im Playoff-Halbfinale den Berlin Recycling Volleys. Anschließend erhielt der Verein keine Lizenz mehr und Tsuiki wechselte zu den Berlinern.
Mit den BR Volleys gewann Tsuiki den DVV-Pokal 2022/23 und wurde deutscher Meisterschaft. 2023/24 gelang den Berlinern in beiden Wettbewerben die Titelverteidigung. Danach verließ der Libero den Verein und ging in den Ruhestand.